# Jezgrovni papuan tip jezici
Jezgrovni papuan tip jezici (nuklearnini papuan tip jezici), jedna od dviju glavnih grana papuan tip jezika s Papue Nove Gvineje. Sastoji se od nekoliko užih skupina, to su (42): 
a. Maisin [mais] (1) s jezikom maisin [mbq]
b. Sjevernopapuanski kopneni-D’Entrecasteaux (34) 
b1. Anuki [anuk] (1) anuki,
b2. Are-Taupota jezici [aret] (16):
a. Are jezici (7): are, arifama-miniafia, doga, gapapaiwa, ghayavi, kaninuwa ili wataluma, ubir,
b. Taupota jezici (9): gweda, haigwai, maiwala, minaveha, taupota, tawala, wa'ema, wedau, yakaikeke,
b3. Bwaidoga jezici [bwai] (7): bwaidoka, diodio, iamalele, iduna, koluwawa, maiadomu, molima,
b4. Dobu-Duau jezici [dobd] (7): boselewa, bunama, dobu, duau, galeya, mwatebu,  sewa bay,
b5. Gumawana [gumu] (1): gumawana,
b6. Kakabai jezici [kaka] (2): dawawa, kakabai,
c. Suau [suau] (7): 'auhelawa, buhutu, bwanabwana, oya'oya, saliba, suau, wagawaga,

## Vanjske poveznice
- Ethnologue (14th)
- Ethnologue (15th)